# Leonel Cota

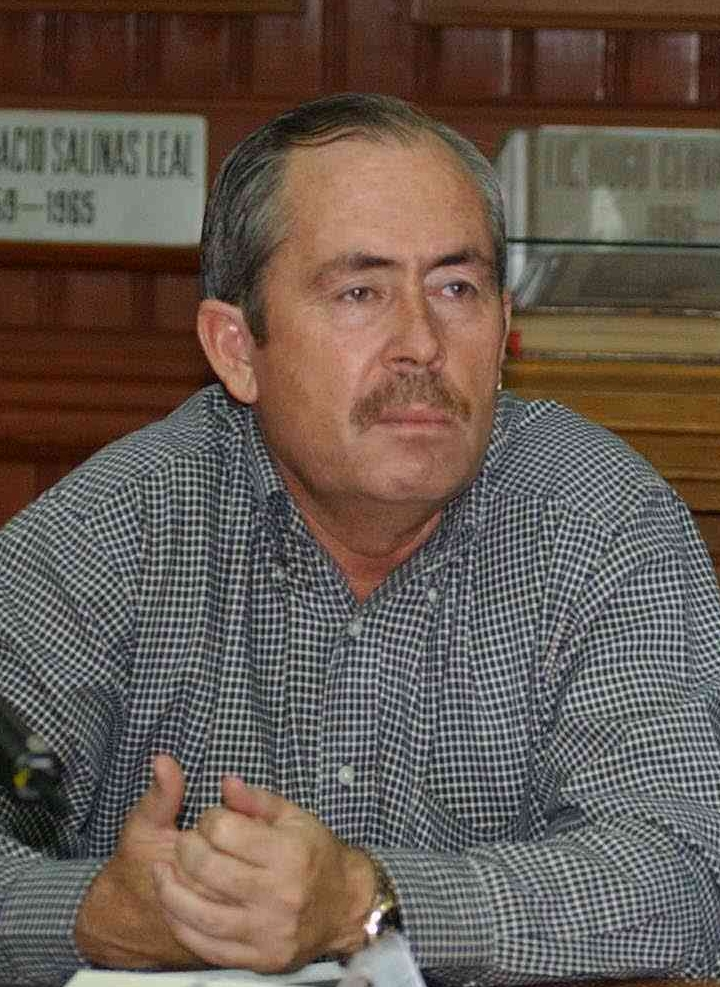
Leonel Cota Montaño

Leonel Cota Montaño (La Paz, 1956) is een Mexicaans politicusvan de Partij van de Democratische Revolutie (PRD).
Cota studeerde politicologie aan de Nationale Autonome Universiteit van Mexico (UNAM). Hij begon zijn politieke carrière bij de Institutioneel Revolutionaire Partij (PRI), waarvoor hij Afgevaardigde, vanaf 1994 tot 1996, en burgemeester van La Paz in 1997-1999. Toen hij in 1999 binnen de PRI geen kandidaat voor het gouverneurschap van zijn thuisstaat Baja California Sur kon worden, verliet hij die partij en stapte over naar de PRD, waarvoor hij de verkiezingen won.
Na afloop van zijn termijn als gouverneur, in 2005, werd hij tot voorzitter van de PRD gekozen met meer dan 76% stemmen, een functie die hij vervulde tot 2008. 